# Langues tuu
Les langues tuu ou taa–ǃkwi forment une famille de langues parlées en Afrique du Sud et au Botswana. Elles se divisent en deux groupes dont le lien n'est pas contesté, bien qu'ils ne soient pas proches. Le substantif tuu provient du nom pour une personne, commun aux deux branches de la famille.
Les langues tuu font partie des familles de langues rassemblées sous le nom de langues khoïsan, et ont été aussi appelées pour cette raison « khoïsan méridional », terme aujourd'hui abandonné. On ne considère plus aujourd'hui que les langues khoïsan aient une origine commune, mais qu'elles regroupent plusieurs rameaux linguistiques distincts ayant de simples ressemblances typologiques.

## Langues
- taa, divisé en :
  - ǃxóõ (un ensemble dialectal)
  - lower nossob (deux dialectes : ǀʼauni et kuǀhaasi) †
- ǃkwi (!ui) :
  - nǁng (un ensemble de dialectes moribonds, dont le principal est le nǀu)
  - ǀxam †
  - ǂungkue †
  - ǁxegwi †
  - ǃgãǃne †

## Vitalité
La branche ǃkwi d'Afrique du Sud est moribonde avec une seule langue toujours pratiquée, le nǁng (et son dialecte principal, le nǀu), par moins d'une douzaine de personnes âgées. Les langues !kwi étaient autrefois très présentes dans le sud de l'Afrique. La plus connue, le ǀxam, est à l'origine de la devise nationale d'Afrique du Sud : ǃke eː ǀxarra ǁke. 
La branche taa du Botswana est plus robuste, bien qu'il n'y ait plus qu'une seule langue survivante : le taa, dont son dialecte ǃxóõ, qui compte près de 4 200 locuteurs. 
Cette famille incluait à l'origine la langue ǂ’amkoe, mais celle-ci est liée au groupe des langues !kung avec laquelle elles forme la famille des langues kx'a. Il y a de grandes influences entre les langues tuu et !kung, que beaucoup expliquent par la proximité géographique des deux groupes.
Les langues tuu, avec le ǂ’amkoe, sont les seules langues au monde à utiliser le clic bilabial comme un phonème, hormis le damin, un langage rituel éteint d'une tribu du nord de l'Australie. Elles ont aussi l'un des inventaires les plus complexes de consonnes et voyelles au monde ainsi que des tons.